# Coordinamento liste per il diritto allo studio
Coordinamento liste per il diritto allo studio (CLDS) è una federazione, nata nel 1995, che riunisce liste di rappresentanza studentesca universitaria nate sin dagli anni settanta. La federazione è legata non ufficialmente al movimento cattolico di Comunione e Liberazione.
Il CLDS si occupa della rappresentanza a livello nazionale in seno al CNSU (Consiglio nazionale degli studenti universitari), oltre che del coordinamento delle innumerevoli liste locali.
I nomi più frequenti delle liste afferenti al CLDS sono:  Ateneo Studenti, List One, Lista Aperta per il Diritto allo Studio, Obiettivo Studenti, Student Office, Universitas, La Traccia e Progetto Studenti.

## Storia e diffusione
Alcune di queste liste studentesche sono nate sin dagli anni settanta, soprattutto nel nord Italia e in particolar modo nelle università lombarde ed emiliane. Negli anni novanta hanno conosciuto una forte diffusione, e oggi sono presenti su quasi tutto il territorio nazionale, anche se la presenza più forte resta a Milano, sede del CLDS.
Fin dalle sue origini il CLDS si è sempre professato indipendente e apartitico. Ciò non ha impedito, in alcune università, di collaborare e/o formare coalizioni con altre liste legate a partiti politici «allo scopo di portare avanti idee comuni al fine di migliorare le condizioni degli studenti in Università».
Nel 2007 alle elezioni nazionali per il Consiglio nazionale degli studenti universitari, il CLDS si è presentato indipendentemente dalle altre liste legate a partiti politici o sindacati, evidenziando come «la rappresentanza studentesca si stia sempre più "politicizzando" e rischi purtroppo di smarrire il suo scopo, perdendo di vista il contatto diretto con le situazioni e i problemi», e ribadendo che «l'Università interessa come luogo di edificazione di uomini liberi e critici, capaci cioè di affrontare la realtà non solo con competenza, ma anche con creatività e ricchezza di ragioni».

Il rapporto con Comunione e Liberazione
Non si può parlare di perfetta coincidenza tra CLDS e il movimento ecclesiale di Comunione e Liberazione (ed in particolar modo Comunione e Liberazione Universitari, CLU). Infatti, in quanto a finanziamento, finalità politiche e mandato politico il CLDS non risponde ad altri che ai propri aderenti.
Al contempo però, questo non vuol dire che non vi sia alcun nesso tra le due esperienza. Anzitutto perché vi è un nesso storico: la maggior parte delle liste che partecipano al CLDS nascono dall'esperienza dei Cattolici Popolari (CP), liste nate a partire dagli anni Settanta su iniziativa di studenti universitari provenienti proprio da CL, passati poi negli anni Novanta alla denominazione attuale. A questo si aggiunge quello che più volte è stato definito un "nesso vitale": molti degli aderenti al CLDS vivono il proprio cammino di fede in CL, nella forma d’una "compagnia pienamente vissuta da cui origina poi proprio lo slancio propositivo e di servizio che li porta ad implicarsi nella rappresentanza". 

## Idee politiche del CLDS
La progettualità politica del CLDS, desunta principalmente dai programma presentati per le varie elezioni del CNSU, si può riassumere in:
- Didattica: si sottolinea la necessità di ridurre il numero degli esami e di attribuire un congruo numero di crediti formativi alle discipline fondamentali, puntando su una solida formazione di base dello studente. È ritenuto altrettanto importante lasciare ampio margine di libertà agli studenti delle lauree magistrali nella definizione dei loro percorsi formativi. Infine, si chiede di incentivare i progetti di studio all'estero, aumentando l'offerta formativa e riducendo le difficoltà burocratiche (in particolare riguardo al riconoscimento degli esami).
- Associazionismo studentesco: uno dei punti fondamentali del programma del CLDS è la richiesta di un maggior protagonismo degli studenti sia come singoli che in forma associata. Il CLDS si dichiara, a questo proposito, contrario alla distribuzione dei finanziamenti alle associazioni "a pioggia" e favorevole all'introduzione dell'albo delle associazioni in tutti gli atenei come strumento controllo. Il CLDS, difendendo il principio di sussidiarietà nell'ambito dell'associazionismo studentesco, richiede che gli Atenei diano un riconoscimento ufficiale ai servizi offerti dalle associazioni e cooperative studentesche.
- Diritto allo studio: il CLDS si è schierato più volte contro l'attuale modello di diritto allo studio, definito "assistenzialista" ed "inefficiente". Si è pertanto dichiarato a favore di uno svecchiamento della normativa vigente e di un ripensamento dei criteri d'accesso alle borse di studio. Il CLDS inoltre propone una promozione del prestito d'onore a tasso agevolato e l'istituzione di "voucher" che consentano agli studenti di scegliere liberamente come provvedere al vitto e all'alloggio.

Il CLDS si è spesso distinto dalle altre liste studentesche per la posizione assunta su fatti di rilevanza nazionale. Un esempio recente sono stati i tagli del Fondo di finanziamento ordinario operati dalla l. 133/08 e le conseguenti proteste. Benché non abbia ufficialmente appoggiato le proteste (lasciando comunque piena libertà ai suoi membri di partecipare), ritenendo i blocchi della didattica un danno agli studenti stessi, il CLDS si è schierato contro i pesanti tagli imposti al sistema universitario introdotti dapprima con la l. 133/08 e quindi confermati con la legge finanziaria 2009. Particolare oggetto di contestazione da parte del Coordinamento sono stati l'indiscriminatezza dei tagli e del blocco delle assunzioni e la mancanza di una seria valutazione degli atenei e dei docenti/ricercatori.

## Critiche: il rapporto con la politica
Le principali critiche rivolte alle liste collegate al CLDS, oltre alla già nota appartenenza a Comunione e Liberazione, riguardano il fatto che alcuni loro membri hanno organizzato in passato campagne elettorali per candidati nelle liste di alcuni partiti politici all'interno dell'Università, soprattutto per partiti di centrodestra quale il PDL. 
I membri del CLDS rispondono affermando che non c'è alcuna contraddizione fra il fare politica universitaria all'interno delle liste del CLDS ed appartenere ad altre associazioni, comitati o partiti politici. Le liste, inoltre, dichiarano di autofinanziarsi, e di essere per questo "indipendenti" da influenze esterne. 
Tra gli episodi oggetto di critica c'è la candidatura nelle liste di Forza Italia, per le elezioni comunali del 2006, di un ex-presidente del CLDS (Lorenzo Malagola) mentre era ancora membro del Consiglio nazionale degli studenti universitari. Il CLDS, a questo proposito, ha dichiarato, nel rispetto della libertà dei singoli, di ritenere perfettamente legittime tutte le iniziative di carattere personale svolte da suoi membri in ambito extra-universitario, sia che esse appartengano alla sfera personale sia che siano inerenti a questioni politiche, religiose e sociali.

## Responsabili nazionali
- Massimiano Salini
- Alfredo Marra
- Lorenzo Malagola
- Stefano Verzillo[6]
- Francesco Magni (2009-2012)[7]
- Andrea Oggioni (2012 - 2014)[8]
- Lorenzo Roesel (2014 - settembre 2016)[9][10]
- Andrea Ceriani (settembre 2016 - dicembre 2018)[11]
- Guglielmo Mina (dicembre 2018 - dicembre 2022)
- Pietro Piva (dicembre 2022 - maggio 2025)
- Michele Costanzi (maggio 2025 - oggi)

## Risultati al CNSU
| Distretto I: Nord Est | Voti   | %     | Seggi   |
| --------------------- | ------ | ----- | ------- |
| 2004                  | 12.078 | 52,13 | 2       |
| 2007                  | 14.271 | 52,13 | 4       |
| 2010                  | 14.744 | 40,84 | 3       |
| 2013                  | 8.176  | 35,19 | 2 ( -1) |
| 2016                  | 7.233  | 29,58 | 2       |
| 2019                  | 5.352  | 22,62 | 2       |
| 2022                  | 4.460  |       | 2       |

| Distretto II: Nord Ovest | Voti   | %     | Seggi   |
| ------------------------ | ------ | ----- | ------- |
| 2004                     | 13.187 | 39,11 | 3       |
| 2007                     | 16.387 | 42,22 | 3       |
| 2010                     | 14.014 | 44,78 | 3       |
| 2013                     | 9.101  | 34,00 | 2 ( -1) |
| 2016                     | 8.953  | 36,7  | 3       |
| 2019                     | 7.083  | 24,25 | 2 ( -1) |
| 2022                     | 7.048  |       | 2       |

| Distretto III: Centro | Voti  | %     | Seggi   |
| --------------------- | ----- | ----- | ------- |
| 2004                  | 8.753 | 25,17 | 2       |
| 2007                  | 8.355 | 21,38 | 2       |
| 2010                  | 8.375 | 18,88 | 1       |
| 2013                  | 6.944 | 18,50 | 1 ()    |
| 2016                  | 3.057 | 11,6  | 1       |
| 2019                  | 1.907 | 6,01  | 0 ( -1) |
| 2022                  | 1.574 |       | 0       |

| Distretto IV: Sud | Voti   | %     | Seggi   |   |
| ----------------- | ------ | ----- | ------- | - |
| 2004              | 9.047  | 12,38 | 1       |   |
| 2007              | 8.593  | 11,90 | 1       |   |
| 2010              | 11.289 | 12,66 | 1       |   |
| 2013              | 6.056  | 8,21  | 0 ( -1) |   |
| 2016              | 2016   | 3.887 | 4,5     | 0 |
| 2019              | 2019   | 2.014 | 2,80    | 0 |
| 2022              | 2022   | 517   |         | 0 |

| Totale nazionale | Voti   | %           | Seggi   |
| ---------------- | ------ | ----------- | ------- |
| 2004             | 43.065 | 24,96 (2.º) | 8 / 28  |
| 2007             | 47.606 | 26,82 (2.º) | 10 / 28 |
| 2010             | 48.422 | 24,10 (3.º) | 8 / 28  |
| 2013             | 30.277 | 18,77 (3.º) | 5 / 28  |
| 2016             | 23.130 | 14,46 (5.º) | 6 / 28  |
| 2019             | 16.356 | 10,4 (5.º)  | 4 / 28  |
| 2022             | 13.599 | 10,0 (6.º)  | 4 / 28  |
| 2025             | 10.558 | 6,69 (5.º)  | 3 / 28  |